# 운아우슈프레흐리헨 쿨텐
《운아우슈프레흐리헨 쿨텐(Unaussprechlichen Kulten)》, 혹은 《이름없는 사교》는 크툴후 신화에서 언급되는 가상의 마도서이다. 이 책은 로버트 E. 하워드의 1931년 단편 〈밤의 아이들〉에서 《이름없는 사교》라는 제목으로 언급되었다. 하워드 필립스 러브크래프트 또한 이 설정을 받아들여 《네크로노미콘》처럼 자신의 단편에서 언급하였다.

## 역사
《운아우슈프레흐리헨 쿨텐》은 프리드리히 폰 윤츠에 의해 쓰여진 것으로 되어 있으며, 뒤셀도르프에서 1839년에 초판이 출간되었다. 영문판은 1845년 런던에서 브라이드월에 의해 출간되었으나 오탈자 및 오역이 많았다. 새로운 영문판은 1909년 뉴욕에서 골든 고블린 출판사에 의해 출간되었다. 독일어 원본은 가죽으로 표지를 하고 책 등을 철로 고정시키고 있는데, 이 초판은 구입한 사람들이 폰 윤츠의 끔찍한 종말에 대해 듣자 서둘러 불태워 없앤 까닭에 현재는 거의 남아있지 않다. 미스캐토닉 대학 도서관에 초판이 한 권 보관되어 있다.

## 신화와의 관계
《운아우슈프레흐리헨 쿨텐》은 여러 브란이나 가타나토아와 같은 역사 이전의 신들을 숭배한 사교들에 대한 기록 및 가타나토아와 관련된 히에로글리프를 포함하고 있다. 저주받은 배교자 트'욕에 대한 기록은 주로 이 책에서 확인된다. 폰 윤츠는 이 책에서 "열쇠"라는 단어를 여러 물건이나 장소들을 나타내는 말로 사용해 책을 모호하게 하였다.

## 제목
운아우슈프레흐리헨 쿨텐이라는 제목은 독일어로 "이름없는 사교"를 의미하는 것으로 되어 있으나, 실제로는 "말할 수 없는" 사교라는 의미이다. "이름없는 사교"는 독일어로 직역하면 "Namenlose Kulte"여야 한다.
러브크래프트가 "이름없는 사교"에 대한 독일어 번역을 찾고 있을 때 오거스트 덜레스가 운아우슈프레흐리헨 쿨텐이라는 제목을 제안하였고, 러브크래프트는 이를 채택했다. 그러나 문법적으로 올바른 제목은 《폰 아우슈프레흐리헨 쿨텐(Von Unaussprechlichen Kulten)》이어야 하는데, 독일어 문법상 전치사가 없이 여격이 사용될 수 없기 때문이다.